# Francis Palmade
Francis Palmade (ur. 11 stycznia 1937 w Saint-Féliu-d’Avall) – francuski międzynarodowy sędzia rugby union, prekursor gestów sędziowskich w tej dyscyplinie sportu.
Podczas kariery zawodniczej grał w klubach z Perpignan, Paryża, Limoges i Brive-la-Gaillarde.
Sędziować zaczął w 1963 roku, oficjalny kurs ukończył zaś rok później. Był głównym arbitrem dwóch finałów mistrzostw Francji – w sezonach 1973/1974 i 1978/1979. Prowadził także klubowe spotkania na Wyspach Brytyjskich. W listopadzie 1971 roku został wytypowany do sędziowania spotkania pomiędzy zespołami z Bedford i Northampton. Wskutek nieznajomości języka, zainspirowany mimem Marcelem Marceau podczas tego meczu prócz gwizdka zastosował również obrazowe gesty rękami i ciałem w celu przekazania zawodnikom informacji, czyniąc go tym samym prekursorem stosowanych odtąd sędziowskich gestów.
Na arenie międzynarodowej zadebiutował w 1966 roku. Sędziował m.in. po dwa testmecze podczas dwóch tournée British and Irish Lions – w 1980 i 1983, zaś karierę arbitra międzynarodowego zakończył spotkaniem Irlandia–Szkocja 15 marca 1986 roku rozegranym w ramach Pucharu Pięciu Narodów.
Następnie był obserwatorem oceniającym pracę sędziów, w tym na szczeblu międzynarodowym pomiędzy 1995 a 1999 rokiem, włączając w to również Puchar Świata w Rugby 1999 oraz komisarzem badającym naruszenie przepisów gry, zarówno w europejskich pucharach, jak i meczach reprezentacyjnych. W uznaniu zasług w 2009 roku podczas gali IRB Awards otrzymał IRB Referee Award for Distinguished Service.
Był jednym z założycieli klubu JA Isle Rugby w 1976 roku.
W 2006 roku ukazała się jego autobiografia, której współautorem był Jean-Paul Romain-Ringuier, Une vie pour un sifflet (ISBN 2-87923-240-6).